# 728
728 (DCCXXVIII) fue un año bisiesto comenzado en jueves del calendario juliano, en vigor en aquella fecha.

## Acontecimientos
- Liutprando, rey de los lombardos, ocupa el Exarcado de Rávena. Avanza sobre Roma a través de la Via Cassia, y se reúne en la ciudad de Sutri con el papa Gregorio II, cerca de la frontera del ducado de Roma. Liutprando firma la donación de Sutri, en donde cede partes del Lacio al papado; siendo la primera expansión de territorio papal en Italia. Fundación histórica de los Estados Papales.

## Nacimientos
- Abu 'Ubaida, arabista de Bagdad.
- Du Huangchang, canciller de la dinastía Tang.

## Fallecimientos
- Domnall mac Cellaig, rey de Connacht (Irlanda).
- Dúnchad mac Murchado, rey de Leinster (Irlanda).
- Gien, monje budista japonés.
- Hasan de Basora, teólogo árabe.
- Ine, rey de Wessex (fecha aproximada).
- Jarir ibn Atiyah, poeta y satírico árabe.
- Princesa Takata de Japón.